# Dr. Jekyll y el Hombre Lobo
Dr. Jekyll y el Hombre Lobo és una pel·lícula espanyola de terror del 1971,la sisena d'una sèrie de 12 pel·lícules sobre l'home llop comte Waldemar Daninsky, interpretat per  Paul Naschy. Naschy fa un paper triple a la pel·lícula, interpretant Waldemar Daninsky, l'home llop i el senyor Hyde. Aquesta va ser la segona pel·lícula de Naschy que treballava amb el director León Klimovsky, després de la seva gran èxit de col·laboració de 1970 La Noche de Walpurgis. Aquesta pel·lícula també va comptar amb l'estrella d'Euro-Horror Jack Taylor, Mirta Miller i la bella Shirley Corrigan d'Anglaterra. Tanmateix, la pel·lícula no va aconseguir l'èxit de taquilla de Walpurgis.
La pel·lícula va estar en producció de novembre a desembre de 1971. La pel·lícula es va estrenar a Espanya el 13 de novembre de 1972 com Dr. Jekyll y el Hombre Lobo, als Estats Units el 1973 com a Dr. Jekyll and the Wolfman, i a Alemanya el 1974 com Night of the Bloody Wolves. Va ser llançat al Regne Unit el 1973 com Dr. Jekyll and the Werewolf.
Va ser seguit per una seqüela de 1973, El retorno de Walpurgis (aka Curse of the Devil).

## Argument
Un jove i ric terratinent espanyol, Waldemar Daninsky, conegut com "El Hombre Lobo", busca una cura per a la seva licantropia. Viatja a Londres per consultar amb el net del famós Dr. Henry Jekyll. El metge prescriu un sèrum que transforma l'home llop en una personalitat bestial semblant a Hyde. Es teoritza que l'ego sobrehumà del Sr. Hyde sublimarà la identitat d'home llop de Daninsky i l'eradicarà.
Malauradament, el procediment resulta en un monstre encara més salvatge que abans, ja que l'home llop només mata contra la seva voluntat, però el senyor Hyde realment gaudeix dels actes sàdics que comet. La violència és superior a les escenes en què el Sr. Hyde lliga dues dones i les assota brutalment gairebé fins a la mort. La pel·lícula també conté algunes escenes de transformació inusuals, una en què Daninsky es converteix en l'home llop en un ascensor aturat on hi queda atrapat amb una jove infermera, i una altra on es transforma enmig d'una discoteca plena il·luminada per estranys efectes de llum estroboscòpica.
Henry Jekyll acaba sent apunyalat fins a mort per Sandra, una ajudant/amant de laboratori abandonada, i l'home llop és assassinat a trets amb bales de plata, disparades per Justine, una dona que l'estimava prou com per acabar amb el seu turment.

## Repartiment
- Paul Naschy com a Waldemar Daninsky/Home llop/Mr. Hyde
- Jack Taylor com a Dr. Henry Jekyll
- Shirley Corrigan com a Justine
- Mirta Miller com a Sandra, l'assistent de laboratori de Jekyll
- José Marco com a Imre Kosta
- Luis Induni com a Otvos, el líder de la banda local del poble
- Luis Gaspar com Thurko, el matón d'Otvos
- Bernabé Barta Barri com a Gyogyo, l'hostaler
- Elsa Zabala com a Uswika Bathory, la tutora de Waldemar
- Lucy Tiller com a puta
- Jorge Vico com a convidat a la festa
- Adolfo Thous com a convidat a la festa
- Monteserrat Julió com Agatha, convidada a la festa
- Marisol Delgado com a infermera en ascensor

## Producció
La famosa estrella de terror de l'euro Jack Taylor va ser elogiada per la seva "actuació meravellosament matisada" com el Dr. Henry Jekyll.
Aquesta va ser l'única vegada que els dos conjunts de personatges, Jekyll/Hyde i l'home llop, van aparèixer junts a la mateixa pel·lícula..

## Estrena
Es van fer dues versions diferents de la pel·lícula, una versió una mica censurada i vestida per a les sales espanyoles i una versió internacional "desvestida" per distribuir fora d'Espanya. La versió sense censura va ser llançada en DVD per Code Red (en un disc doble amb The Vampires' Night Orgy), i l'edició "vestida" va ser llançada en un DVD britànic de Mondo Macabro..